# Алакша, Андрей
Андрей Алакша (словац. Andrej Alakša; 17 сентября 1912, Крупина — 17 октября 1979, Братислава) — чехословацкий преподаватель, партизан Второй мировой войны, участник Словацкого национального восстания, Заслуженный преподаватель Чехословакии (1970).

## Биография
Родился 17 сентября 1912 года в Крупине. Родители: Андрей Алакша и Эстера Алакшова (Лёринцова). В 1930 году окончил педагогическое училище в Левицах, с 1931 по 1945 годы работал преподавателем и директором начальных школ в Шумьяце и Валаске.
В годы Второй мировой войны служил в 1-й чехословацкой армии в Словакии в Брезне, надпоручик (лейтенант). Участвовал в боях за Попрад, Тельгарт, Кралову-Лехоту и Чертовицу, после подавления восстания сражался за Врутки, Стречно, Жилину и иные подразделения. В составе своего отряда первым пересёк границу современной Чехии, продолжив национально-освободительной войны. Участвовал в восстановлении хозяйства после войны, внёс большой вклад в развитие образования. С 1948 года заместитель окружного отделения Национального фронта, активный деятель коммунистической партии Чехословакии.
После войны с 1945 по 1948 годы был председателем Комиссии и главой отделения Министерства народного образования. Окончил в 1957 году Высшую педагогическую школу в Банске-Бистрице. С 1954 по 1959 годы директор подготовительной школы (позднее — Районного педагогического центра). С 1959 по 1960 годы инспектор по делам культуры, с 1960 по 1974 годы директор начальной школы Зволена.
Скончался 17 октября 1979 года в Братиславе.
Кавалер Ордена Словацкого национального восстания 1 степени (1945 год), Чехословацкого Военного креста 1939 года и медали «За заслуги» 1 степени, награждён рядом советских и венгерских медалей.